# Ceromitia vansoni
Ceromitia vansoni là một loài bướm đêm thuộc họ Adelidae. Loài này có ở Nam Phi.